# 解説放送
解説放送（かいせつほうそう）は、主に視覚障害者向けにテレビジョンの音声多重放送を使って場面の解説を放送するテレビ番組のことである。

## 概要
日本では、1983年3月1日に日本テレビ放送網『火曜サスペンス劇場 狙われた美人キャスター』で試験的に開始されたのが最初の事例である。1990年にNHKでも総合テレビの「連続テレビ小説」から、段階を追って開始された。
アナログ放送末期は、前述の番組以外では主に視覚障害者や身体障害者を取り上げた番組に特化していたが、2000年に衛星放送で始まったデジタルテレビ放送では、これまで技術的に不可能であったステレオ音声での2重音声放送が可能となったことや、バリアフリー推進の観点から、ドラマやトーク番組を中心にデジタル放送のみでの解説放送を開始する番組が増えた。特にNHKは総合テレビで放送するドラマ番組の大半は解説入りとなった（海外作品系は除く）。
ほぼすべてが収録番組で実施されるが、NHKのパラリンピックの生放送やEテレの一部の生放送番組（福祉番組）では解説放送（「リアルタイム解説放送」）が実施される。
主に視覚障害者を支援するためのものであるが、その他にも家事などのためにテレビの近くにいることができないときや、カーナビのテレビ機能で運転のため画面を注視できないときにも解説放送があれば状況を知ることができる手段といえる。
新聞のテレビ欄では、東京ニュース通信社配信の物は番組タイトル前に「解」（解説放送の略）、日刊編集センター配信の物は番組タイトル前に「多」（音声多重放送の略）と表記される。ただしアナログ放送時代は一律「多」のみで、新聞社により「目の不自由な方のための解説」と入れていた（特に日テレの2時間番組が多かった）。
2010年代後半から日本でもサービスを開始している定額制動画配信サービスでも順次導入されており、解説放送に対応している映画やテレビ番組などには「AD」（Audio Descriptionの略）が表示される。2021年からは日本の民放局などが運営するテレビ番組無料動画配信サービス「TVer」でも導入しており、こちらでは単に「解説放送版」と表示されている。

## 現在実施されている主要番組
- 以下に挙げる番組以外でも視覚障害者・身体障害者を題材にした番組などで解説放送を加える場合がある。

### 日本放送協会(NHK)

#### 総合テレビ・衛星放送（衛星第2・衛星ハイビジョン放送→BSプレミアム）
- 連続テレビ小説（『凛凛と』より（デジタル放送は「オードリー」[6] の途中より）、衛星ハイビジョン、デジタル衛星第2テレビ、デジタルBSプレミアム、デジタル総合テレビはステレオ2音声での放送　2011年度からのダイジェスト版の放送には解説放送がない）
- NHK大河ドラマ（『葵 徳川三代』[6] の途中より、ステレオ2音声で、衛星ハイビジョン、デジタル衛星第2テレビ、デジタルBSプレミアム、デジタル総合テレビのみ）
- みんなの体操（総合、平日9:55）
- 先どり きょうの健康
- ドラマ10（2011年度より　デジタル総合のみ）
- 土曜時代ドラマ（前身の金曜・（第一次）土曜・（第一次・第二次）木曜時代劇も含む。デジタル総合のみ）
- 土曜ドラマ（デジタル総合のみ。一部の視覚障害者を扱った作品はアナログもモノラル副音声で解説放送をした）
- よるドラ
- BS時代劇（BSプレミアム）
- 鶴瓶の家族に乾杯（2011年4月より。ステレオ2音声での放送）
- プロフェッショナル 仕事の流儀（2013年10月より。ステレオ2音声での放送）
- 歴史秘話ヒストリア（2013年4月より。ステレオ2音声での放送。以前も2012年2月29日放送で実施）
- COOL JAPAN〜発掘!かっこいいニッポン〜（BS1）
- 新・プロジェクトX 挑戦者たち（2024年度より。ステレオ2音声での放送）
- 映像の世紀 バタフライエフェクト（2022年度〜2024年度までは無し、2025年度〜再放送のみ。）
- グッと!スポーツ（2016年5月までは不定期、翌6月より毎回実施）
- ドキュメント72時間（2017年度より）
- ファミリーヒストリー（2017年度（10月5日放送）より）
- もふもふモフモフ
- サラメシ（2018年度より）
- 小さな旅（2019年4月7日より）
- ダーウィンが来た!（2019年4月7日より）
- ザ・プロファイラー 〜夢と野望の人生〜（BSプレミアム、2019年10月3日より）
- ニッポンぶらり鉄道旅（BSプレミアム、2020年4月より）
- 千鳥のスポーツ立志伝（BS1、2020年10月より）
- あしたが変わるトリセツショー
- 探検ファクトリー

▽上記の番組ともNHKワールド・プレミアム（海外向けテレビ番組配信）を除く

#### 教育テレビ
- きょうの健康（きょうの健康Q&A（2010年度終了）は生放送で行っていない）
- チョイス@病気になったとき
- 日曜美術館
- NHK人間講座→知るを楽しむ
- 学校放送番組（大半）
- 日本の話芸
- ろうを生きる 難聴を生きる（以前は盲ろう者を扱った回のみで実施していたが、2014年より毎回実施）
- ハートネットTV（2012年4月の放送開始より不定期で実施。2015年頃より生放送でも随時実施）
- 団塊スタイル→あしたも晴れ!人生レシピ（2012年4月の放送開始より）
- 趣味Do楽→趣味どきっ!
- 東北発☆未来塾（2012年4月の放送開始より）
- 100分de名著（2012年4月の放送開始より）
- 先人たちの底力 知恵泉（2013年4月の放送開始より）
- なりきり！むーにゃん生きもの学園 (レギュラー放送より)
- ミミクリーズ (2016年度より)
- オイコノミア（2016年度より）
- ふるカフェ系 ハルさんの休日（2016年4月の放送開始より）
- 猫のしっぽ カエルの手（2017年度より）
- やまと尼寺 精進日記（2017年度の放送開始より）
- オドモTV
- 又吉直樹のヘウレーカ!
- ねほりんぱほりん（2019年10月より）
- グレーテルのかまど（2020年4月より）
- ふるカフェ系 ハルさんの休日（2020年4月より）
- サイエンスZERO（2020年4月より）

▽上記の番組ともNHKワールド・プレミアム（海外向けテレビ番組配信）を除く

### 民間放送
- 特記のないものは地上波のみの実施で、系列のBSデジタル放送では実施していない。

#### 日本テレビ系列
- 24時間テレビスペシャルドラマ（毎年8月後半の年1回=初日・土曜日の21時台から約2時間程度。ステレオ2音声）
- それいけ!アンパンマン（2008年4月4日放送の第933回より実施。ステレオ2音声。レギュラーのアニメ番組では初の解説放送番組）
- 笑点（2009年10月4日放送の第2184回より実施。ステレオ2音声）
- 金曜ロードショー（2013年夏ジブリ特集以降より実施。スペシャルドラマ・邦画のみ。洋画などの海外映画は2か国語放送を実施するため実施なし。）
- 水曜ドラマ→土ドラ9（2017年10月期放送の『奥様は、取り扱い注意』から実施）
- 土ドラ10（2004年4月期放送の『仔犬のワルツ』と2017年10月期放送の『先に生まれただけの僕』から実施。前者は21時時代、後者は22時移動後。）
- 日曜ドラマ（2017年10月期放送の『今からあなたを脅迫します』から実施）
- 名探偵コナン（読売テレビ制作、2013年8月24日放送のデジタルリマスター版『テレビ局殺人事件』より実施。デジタルリマスター版（事実上再放送）の放送回のみ）
- 遠くへ行きたい（2014年度より不定期で実施、2015年度より毎回実施。読売テレビ制作、ステレオ2音声。一部の遅れネット局は除く。当初は先行ネット局の日本テレビと読売テレビ同時ネット局のみ実施）
- キユーピー3分クッキング（2015年9月2日放送分より実施）
- ぶらり途中下車の旅（2015年10月3日放送より実施。ステレオ2音声）
- 東野・岡村の旅猿 プライベートでごめんなさい…（BS日テレでも実施）
- グッと!地球便（読売テレビ制作、2016年11月20日放送より不定期で実施。一部の遅れネット局は除く）
- NNNドキュメント(2017年10月8日放送より実施。2023年10月からはBS日テレでも実施)
- 日テレアップDate!(2017年10月8日放送より実施）
- こどもちょうせんバラエティ いろりろ（読売テレビ制作、2022年10月4日の放送開始から実施）
- PS純金（中京テレビ制作、2023年4月7日放送より実施）※全国28局ネットで放送中「ヒューマングルメンタリー オモウマい店」の基になった番組
- 満天☆青空レストラン

▽日本テレビ系列の複数社提供番組では、提供クレジットにおいては第1音声と第2音声とのアナウンサーの提供読みが分かれており、2017年9月までは第1音声では通常通り「ご覧のスポンサーの提供でお送りします（しました）」・「この番組（放送）はご覧のスポンサーの提供でお送りします（しました）」もしくは「○○（読み上げ社名）とご覧のスポンサーの提供でお送りします（しました）」となっていても、第2音声では全てのスポンサー名が読み上げられていた。翌10月以降は、第2音声では第1音声をベースとした読み上げで「この番組（放送）は各社の提供でお送りします（しました）」もしくは「この番組（放送）は、○○（読み上げ社名）ほか各社の提供でお送りします（しました）」を適用している。それ以外の番組では実施されない。

#### テレビ朝日系列
- 徹子の部屋（不定期。地上波ではステレオ2音声。過去に放送された回の再放送を行うテレ朝チャンネルと朝日ニュースターではモノラル二重音声。初放送は加山雄三をゲストに迎えた2008年7月7日。民放BS初の解説放送番組（なおBS朝日では2012年の打ち切りまでは実施していたが、2015年の再開では実施せず））
- 必殺シリーズスペシャルドラマ（ABC・テレビ朝日共同制作 年1回=「必殺仕事人2010」より実施。地上デジタル放送ではステレオ2音声）
- ゴゴワイド（ステレオ2音声。ドラマの再放送枠で本放送時には無かった解説を新規追加）
- 新婚さんいらっしゃい!（ABC制作、2013年4月7日放送分より実施。一部の遅れネット局は除く）
- 探偵!ナイトスクープ（ABC制作、2014年10月3日放送分より実施。一部の遅れネット局は除く）
- クレヨンしんちゃん（2017年4月14日放送より不定期で実施。地上波で実施した場合はBS朝日でも実施）
- 気づきの扉
- 人生の楽園（ステレオ2音声。2017年10月7日より不定期で実施。以前も2014年10月5日より同年12月20日までと2016年2月27日、2016年11月19日より2017年3月まで（いずれも不定期）にも実施）
- ごはんジャパン（ステレオ2音声。2018年7月28日より不定期で実施）
- 火9ドラマ（2022年10月の復活時より実施）
- 水曜21時刑事ドラマ（相棒は2016年10月のseason15より/特捜9・刑事7人は2020年より）
- 木曜ドラマ（2022年10月期の『ザ・トラベルナース』より）
- ウドちゃんの旅してゴメン（メ～テレ制作、2019年4月放送より実施。一部の遅れネット局は除く）
- 日10ドラマ（ABC制作）

▽テレビ朝日系列とTBS系列の番組では、コマーシャルに入るときは「ここでコマーシャルです」、番組開始時には「○○（番組名）、解説放送が始まりました（これから解説放送を始めます）。サブタイトル（もしくは今日のテーマ）は、○○（サブタイトルやテーマ）」、番組終了時には「○○（番組名）の（これで）解説放送を終わります」、ドラマ番組では終了時に「このドラマはフィクションです」というお断りコメントが入る場合がある。
▽ABCでは2014年から、日本プロ野球・阪神タイガース主催のセントラル・リーグ公式戦を『スーパーベースボール　虎バン主義。』として自社制作・関西ローカルで放送する場合に、伊藤史隆・中邨雄二（いずれも同局のスポーツアナウンサー）による解説放送を年に数回のペースで実施中。日本の放送局が制作するスポーツ中継では初めての定期的な解説放送で、日本ライトハウスが協力している。

#### TBS系列
- CBCテレビ制作プロ野球中継（2015年9月21日放送より不定期に実施[7]）
- A-Studio → A-Studio+（2016年4月1日放送より実施）
- 健康カプセル!ゲンキの時間（CBC制作、2016年4月3日放送より実施）
- 暮らしのレシピ
- ドラマイズム（MBS制作、ステレオ2音声。前身の「MBS制作日曜深夜ドラマ」より実施。一部の遅れネット局は除く）
- キニナル金曜日
- 火曜 - 木曜22:57・金曜・日曜22:54のミニ番組
- 和心百景（BS-TBSでも実施）
- 私の翼たち
- 人生最高レストラン（2017年1月14日放送より実施）
- 所さんお届けモノです!（MBS制作、2017年4月9日の放送開始より実施）
- すっぴんアスリート
- ピン子、通販やるってよ（TBSのみ実施）
- 世界遺産（2019年4月7日放送分より実施）
- 世界ふしぎ発見!（2019年4月13日放送分より実施）
- Let's!美バディ（2020年9月28日の放送開始より実施）
- 週刊さんまとマツコ（2021年4月18日の放送開始より実施）
- ベスコングルメ
- 日曜劇場（2023年4月期の『ラストマン-全盲の捜査官-』より実施）
- 金曜ドラマ（一部で実施。2022年7月期『石子と羽男-そんなコトで訴えます?-』、2023年7月期『トリリオンゲーム』など）
- ドラマイズム（一部で実施。2022年10月期『マイホームヒーロー』など）
- 再現できたら100万円!THE神業チャレンジ
- バナナサンド
- マツコの知らない世界

▽その他、2017年度より週末に単発特別番組枠で放送されるバラエティ番組においても随時実施している。

#### テレビ東京系列
- スペシャル!傑作選（地上デジタル放送ではステレオ2音声。『土曜スペシャル』などの再放送。本放送時には無かった解説を新規追加。不定期に実施）
- 日曜ミステリー（「水曜ミステリー9」「女と愛とミステリー」などの再放送。毎回実施されるわけではない。テレビ愛知など[要検証 – ノート]の同様の枠でも実施）
- 朝の!さんぽ道（2017年4月3日の放送開始より実施。同時ネット局のみ実施）
- 開運!なんでも鑑定団（2017年4月4日放送分より実施。同時ネット局のみ実施）
- BORUTO-ボルト- -NARUTO NEXT GENERATIONS-（開始時期不明。リピート放送回のみ）
- シナぷしゅ（同時ネット局のみ実施）
- 月曜プレミア8（2020年4月20日放送分より実施。バラエティ企画の『世界!ニッポン行きたい人応援団』を除くドラマ放送時に実施。同時ネット局のみ実施）
- 午後のサスペンス
- ウルトラシリーズ（2023年7月8日放送分より実施。同時ネット局のみ実施）
- ドラマ9

▽その他、テレビ東京では、スペシャルドラマの一部や、邦画作品の放送の一部において、音声多重放送による解説放送を実施している場合がある。

#### フジテレビ系列
- 土曜プレミアム
  - ドラマ、および日本映画作品のみ実施。「金曜プレミアム」の前々身「金曜プレステージ」時代から、金プレ・土プレ連動型で放送されるドラマである場合は土プレでも解説放送をした作品があった。またドラマであっても、解説放送がない作品もある。
- ちびまる子ちゃん（ステレオ2音声。2014年4月6日より実施、以前も2009年9月20日放送で実施）
- サザエさん（ステレオ2音声。2014年4月6日より実施）
- ワンピース（ステレオ2音声。2015年4月5日より実施[8]。2019年1月13日、20日放送回は解説放送ではない音声多重放送。一部の遅れネット局は除く）
- 逃走中 グレートミッション（ステレオ2音声）
- はやく起きた朝は…（ステレオ2音声。2015年10月より実施。一部の遅れネット局は除く）
- かたらふ〜ぼくたちのスタア〜
- ミュージックフェア（ステレオ2音声。2016年10月1日より実施。レギュラーの音楽番組初の解説放送）
- メディアミックスα（ドラマの再放送枠で連続ドラマにおいて本放送時にはなかった解説を新規追加。不定期に実施。2016年10月の放送枠開始より実施）
- くいしん坊!万才
- 千葉の贈り物〜まごころ配達人〜
- カンテレ通信（関西テレビ制作、2018年4月15日より実施）
- 1Hセンス（2018年10月より実施）
- 国分太一の気ままにさんぽ
- 月9ドラマ（2021年4月期放送の『イチケイのカラス』から実施）
- 月10ドラマ
- 火9ドラマ
- 水10ドラマ
- 木曜劇場（2021年放送の『知ってるワイフ』から実施）
- 全力!脱力タイムズ（2022年4月より実施）
- ノイタミナ（2025年4月より実施）

#### 独立局
- ミュージック・モア（TOKYO MX）
- ツムツム（Dlife）
- 花月爆笑劇場（BSよしもと 不定期に実施）
- よしもと新喜劇（1989～）（BSよしもと 不定期に実施）

## 過去に放送された主な番組
- 「ドラマ新銀河」（NHK総合 2002年-2006年放送の夜の連続ドラマ=よるドラでは行っていない）
- 「盲導犬クイールの一生」（NHK総合 月曜ドラマ）
- 「食彩浪漫」（NHK総合　デジタル放送はステレオ2音声での放送）
- 「よる★ドラ」（NHK総合　ステレオ2音声）
  - ドラマ8（NHK総合　2008年度・2009年度　デジタル総合のみ）

※金曜ドラマ（2009年度）と、その後継のドラマ10の2010年度放送では解説放送はデジタル・アナログとも実施せず。
- 「北京パラリンピック」（NHK Eテレ デジタル放送は開会式の生中継のみステレオ2音声でそれ以外はすべてモノラル二重音声 総合テレビの再放送でも実施。ロンドンパラリンピックでも同様に実施された（アナログ・デジタルともすべてモノラル二重音声））。
- 「中学生日記」（NHK Eテレ ドラマ形式のみ　トーク・ドキュメンタリー形式、および特集企画で生放送となる場合は行われない場合があった。地上デジタル放送ではステレオ2音声）
- 「課外授業 ようこそ先輩」（NHK Eテレ 2004年度より実施、デジタル放送はステレオ2音声での放送、2012年度までは総合テレビで放送）
- 「総合診療医ドクターG」（NHK総合、2017年度のみ）
- 「探検バクモン」（NHK総合、ステレオ2音声での放送）
- 「水曜グランドロマン」（日本テレビ系）
- 「火曜サスペンス劇場」→「ドラマ・コンプレックス」→「火曜ドラマゴールド」（日本テレビ系 デジタル放送はステレオ2音声 作品により解説放送がないもの=その場合はアナログ放送でもステレオ放送あり）
- 「仔犬のワルツ」（日本テレビ系 土曜ドラマ 同局の50周年記念作品）
- 「ゴゴドラ」→「ドラばらっ!」（日本テレビ 地上デジタル放送ではステレオ2音声。連続ドラマ再放送枠。一部作品で本放送時には無かった解説を新規追加。）
- 「ロンドンオリンピック・開会式」（日本テレビ系 オリンピック放送初の解説放送。時差放送のBS日テレは実施なし）
- 「パナソニック ドラマシアター」（TBS系 デジタル放送のみ実施。ステレオ2音声。但しワンセグ放送では行われない）2011年3月21日放送分の『水戸黄門 第42部』最終回から実施）
- 「月曜ゴールデン」（TBS系 不定期。デジタル放送のみ実施。ステレオ2音声。但しワンセグ放送では行われない。ドラマ作品のみ実施。初放送は2008年4月28日放送分の「世直し公務員　ザ・公証人7」）
- バリバラ〜障害者情報バラエティー〜（NHK Eテレ、2012年4月の放送開始より。2016年度より生放送でも実施）
- 「噂の!東京マガジン」（TBS系 2016年4月3日放送より2021年3月28日の地上波放送終了まで実施。番組自体はBS-TBSに移行し現在も継続中）
- 「MBS制作日曜深夜ドラマ」（MBSテレビ制作、ステレオ2音声。MBSテレビのみ実施。一部作品は除く）
- 「ハッピー 愛と感動の物語」（テレビ東京系、1999年 - 2000年）
- 「ゴルフ中継」（テレビ東京系 2013年8月17日・18日）
- 「おふくろシリーズ」（フジテレビ系 金曜エンタテイメント 浜木綿子主演 年1回程度。字幕は文字多重放送ではなく、放送されたVTRそのものに台詞がテロップで表示された）
- 「金曜プレステージ」→「赤と黒のゲキジョー」→「金曜プレミアム」（フジテレビ系 ステレオ2音声。「土曜プレミアム」との連動ドラマ作品である場合は、土曜日も解説放送が行われる場合もあった。ドラマであっても解説が無い場合=ステレオ放送のみもあった。「金曜プレミアム」時代の2018年8月17日に放送された「くらべるマネー」から、ドラマ・日本映画作品以外でも開始した。）
- 「ライオンのごきげんよう」（フジテレビ系　地上デジタル放送ではステレオ2音声。2008年12月4日〜2009年1月30日、2011年4月7日〜。2009年2月から一旦終了し全曜日ステレオ放送になったが、2011年4月より木・金曜日のみ解説を再開し、2012年4月より水曜日も実施、月・火曜日はステレオ放送だったが、2013年7月1日より全曜日を実施。同年10月より水・木・金曜日の実施、2014年4月からは木・金曜日実施となった。2015年1月13日からは月曜日を除いて実施した）
- 「国分太一のおさんぽジャパン」（フジテレビ系、2016年10月3日より2020年3月31日の番組終了まで実施）
- 「Vメシ!」（フジテレビ系、2016年10月16日より実施）
- 「ニチファミ!」（フジテレビ系 2018年8月19日放送の「密着!バスタ新宿でワケあり旅人に便乗してみました」から実施。）
- 「土曜ワイド劇場」（テレビ朝日系、当初はABC制作分のみ月1回実施していたが、2010年10月よりテレビ朝日制作分も月2回実施するようになった。ステレオ2音声。初放送は2009年7月18日放送の「天才刑事・野呂盆六4」）
- 「歴史の道 歩き旅」（テレビ東京系、2016年4月4日の放送開始から2017年3月末の最終回まで実施）
- 「特命刑事 カクホの女（第一シリーズ）」（テレビ東京系）
- 「フジテレビ日曜朝8時30分枠のアニメ」
- 「オードリーさん、ぜひ会って欲しい人がいるんです!」（中京テレビ制作、2015年4月4日放送より2019年3月放送まで実施。一部の遅れネット局は除く。番組自体は現在も継続中）
- 「新幹線変形ロボ シンカリオン」（TBS系、2018年1月6日の放送開始から2019年6月の最終回まで実施。地上波ではステレオ2音声。キッズステーションではモノラル二重音声。ただし、遅れネット局の秋田放送は実施なし。2021年4月からテレビ東京系で放送の第2期以降では実施なし）
- 「黄昏流星群」（フジテレビ系）
- 「帯ドラマ劇場」（テレビ朝日系、2017年4月3日の放送開始より実施。BS朝日でも実施。週末に不定期で放送される総集編の放送では実施なし）
- 「水曜ミステリー9」（テレビ東京系、第1期は実施時期不明。第2期は2012年度から不定期で実施、2015年度は毎回実施。同時ネット局のみ実施）
- 「まだ結婚できない男」（フジテレビ系、関西テレビ制作）
- ブラタモリ（NHK総合、2016年4月30日より、ステレオ2音声での放送）
- ガッテン!（NHK総合、ステレオ2音声での放送。前身の「ためしてガッテン」より実施）
- 日本人のおなまえ（NHK総合、2017年度の放送開始より）
- 世界はほしいモノにあふれてる 〜旅するバイヤー極上リスト〜（NHK総合、2018年度の放送開始より）
- きじまりゅうたの小腹すいてませんか?（NHK総合、2019年4月より）
- ザ・プロファイラー 〜夢と野望の人生〜（BSプレミアム、2019年10月3日より）
- 逆転人生（NHK総合2020年4月より）
- イッピン（BSプレミアム、2020年4月より）
- 木曜ミステリー（テレビ朝日、科捜研の女は2018年10月のseason18より/警視庁・捜査一課長は2020年4月のseason4より）
- 鬼滅の刃 刀鍛冶の里編（フジテレビ系、2023年4月の放送開始より実施。一部の遅れネット局は除く）
- ドーナツトーク（CBC制作、2022年4月3日より実施）
- SPY×FAMILY再放送（2023年4月の放送開始より実施。本放送には無かった解説を新規追加）
- デジモンアドベンチャー:（フジテレビ系、ステレオ2音声）
- サスティな!〜こんなとこにもSDGs〜（フジテレビ系）
- 千鳥のクセスゴ!（フジテレビ系、2024年4月より実施）
- ドラゴンボールDAIMA（フジテレビ系）
- ぷらっとニッポン（BS松竹東急 2023年6月6日より2025年3月まで不定期に実施。JCOM BSとなった2025年4月以降は実施なし）

など。

## 現在使用中の「解説放送」テロップ
- NHK：「解説放送（副音声）」（地上波・BS共通）。Eテレの福祉番組では、回によっては加えて「字幕放送・解説放送はリモコンで切り替えてご覧ください」（文章は番組によって異なることがある。リモコンのイラストも表示されることもある）と表示されることがある
- 日本テレビ：「字幕・副音声[解説放送]」（2015年9月より）。2015年8月までの日本テレビは「[多]ただいま、目の不自由な方にも副音声でお楽しみいただけます。（文章は各番組で表示が異なるが基本的にこの形式で表示）」（2012年3月までは同時・時差ネットを問わず各局別で出していたが、2012年4月以降は同時ネットのみ制作局出しの表示となっている。）
- テレビ朝日：長方形枠で右上に「（ひよこの絵入り）解説放送」（解説放送はひよこの絵入り長方形枠。テレビ朝日以外（BS朝日含む）はひよこの絵なしの長方形枠）。
- テレビ東京：「副 解説放送」（副は四角で囲んでいる。ハイカラ風な書体デザインはTXNネットワーク各局共通。）
- TBS：長方形枠で右上に「字幕」（改行）「解説放送」と表示（デジタル放送のみ実施・表示）
- フジテレビ：長方形枠で「字幕／解説放送」と表示（『木曜劇場』など一部番組では長方形枠で「解説放送」と表示）。BSフジは解説放送テロップの表示はない

EPG（電子番組表）、2012年2月以後の一部の新聞、雑誌『NHKウイークリーステラ』（NHKサービスセンター）などでは解説放送が行われる番組には「[解]」のマークを入れて、通常の（各種「ステレオ放送」という意味ではない）音声多重放送（[多]）とは区別している（ただし、フジテレビ系列地上波局のEPGではかつては[多]のマークを使用。2019年6月以降はフジテレビ・東海テレビ・関西テレビ・テレビ静岡・テレビ宮崎で[解]マークを、2020年4月からは全系列局で[解]マークを使用している）。岩手めんこいテレビのEPGでは番組名の末尾に「※解説放送あり」と表記（一部番組を除く）
新聞の番組表では、2時間ドラマの一部では出演者の紹介の末尾に「[多]目の不自由な方のための場面解説」と表示する番組があった。

## 視覚障害者向けではない解説放送
- NHKテレビの多重音声では、能・狂言の番組で行うことがあり[9]、ラグビー・アメフトのスポーツ中継では、ルールの解説（または会場内音声のみ）を行うことがある。
- スポーツ番組・ニュース番組などで、解説を放送する場合がある[10]。
- 一部のバラエティ番組などでは演出として副音声で別にトークが行われることがある[11]。

## テレビ以外の解説放送
エミレーツ航空（アラブ首長国連邦）では2014年8月に機内で上映する映画において、視覚障害者を持つ搭乗者向けとして、ディズニー映画16作品で、映画の場面解説を入れる放送を行うと発表した。